# (5890) Carlsberg
(5890) Carlsberg es un asteroide perteneciente al cinturón de asteroides, región del sistema solar que se encuentra entre las órbitas de Marte y Júpiter, más concretamente a la familia de Eunomia, descubierto el 19 de mayo de 1979 por Richard Martin West desde el Observatorio de La Silla, Chile.

## Designación y nombre
Designado provisionalmente como 1979 KG. Fue nombrado Carlsberg en homenaje a Carlsberg-fonde, establecido en 1876 por Jacob Christian Jacobsen, fundador filantrópico de la primera fábrica de cerveza Carlsberg en 1847, con el fin de garantizar la continuación del trabajo científico en los Laboratorios Carlsberg y proporcionar apoyo para las ciencias naturales, matemática, filosofía, historia y lingüística. El impacto de Carlsberg-fonde en la vida científica y cultural danesa ha sido inmenso, y miles de proyectos de investigación, incluidos muchos en astronomía y astrofísica, se han hecho posibles. Este planeta menor fue numerado en 1994 cuando el descubridor vivía en Munich, solo 150 años después de la visita de Jacobsen a las cervecerías de esa ciudad, cuando obtuvo una famosa muestra de levadura que contribuyó mucho a su éxito posterior.

## Características orbitales
Carlsberg está situado a una distancia media del Sol de 2,679 ua, pudiendo alejarse hasta 3,170 ua y acercarse hasta 2,188 ua. Su excentricidad es 0,183 y la inclinación orbital 13,79 grados. Emplea 1602,03 días en completar una órbita alrededor del Sol.

## Características físicas
La magnitud absoluta de Carlsberg es 12,2. Tiene 8,099 km de diámetro y su albedo se estima en 0,257. 